# Walther Herwig III
Le FFS Walther Herwig III est un navire de recherche halieutique du ministère fédéral de l’Agriculture. Le gestionnaire nautique est l'Agence fédérale de l'agriculture et de l'alimentation (Bundesanstalt für Landwirtschaft und Ernährung BLE).
Le navire est avant tout à disposition de l’Institut Johann Heinrich von Thünen. Il est conçu pour les missions de recherche halieutique dans le nord de l'Atlantique Nord, la mer du Nord et la mer Baltique.

## Historique
Le navire porte le nom de Walther Herwig (en), fondateur de la pêche hauturière allemande. Il a été construit en 1992/1993 par le consortium d'exploration de pêche à Berne aux chantiers navals du Hegemann-Gruppe (Peenewerft, à Wolgast et Rolandwerft, à Berne). La quille a été posée le 29 avril et le lancement est réalisé le 28 décembre 1992. Le navire a été achevé en décembre 1993 et livré au ministère fédéral de l’alimentation, de l’agriculture et des forêts de l’époque. Il était géré par l’Office fédéral de l’alimentation et des forêts de l’époque. Le navire, baptisé et mis en service le 16 décembre, était à la disposition du Centre fédéral de recherche sur les pêches à l’époque, à des fins de recherche.

## Données techniques
La propulsion du navire est diesel-électrique. Le moteur de traction est un moteur électrique de la société LDW Abwicklungs GmbH d'une puissance de 1 350 kW qui agit sur une hélice à pas variable. Le navire atteint une vitesse de 13 noeuds. Le moteur principal est un moteur diesel Krupp MaK 6M453C à six cylindres et à quatre temps d'une puissance de 1 800 kW. À l'avant, il y a un système de propulseur d'étrave d'une puissance de 1 000 kW.
À bord se trouvent 21 membres d'équipage logés dans des chambres individuelles. Pour 12 scientifiques, huit chambres simples et quatre chambres doubles sont disponibles, de sorte qu'il reste quatre places disponibles. À des fins de recherche, sept laboratoires ont été mis en place, dont un laboratoire polyvalent, de poissons, humide et chimique.
Il y a un tunnel de congélation (capacité : 1 000 kg/24 h) et deux salles pour le stockage des échantillons scientifiques. Le navire est classé dans la classe de glace E2.
En remplacement du Walther Herwig III, le 22 mars 2017, la construction d'un nouveau navire de recherche sur la pêche maritime et multidisciplinaire a été signée. Le contractant est le Damen Group qui doit livrer le navire en 2020.

## Galerie

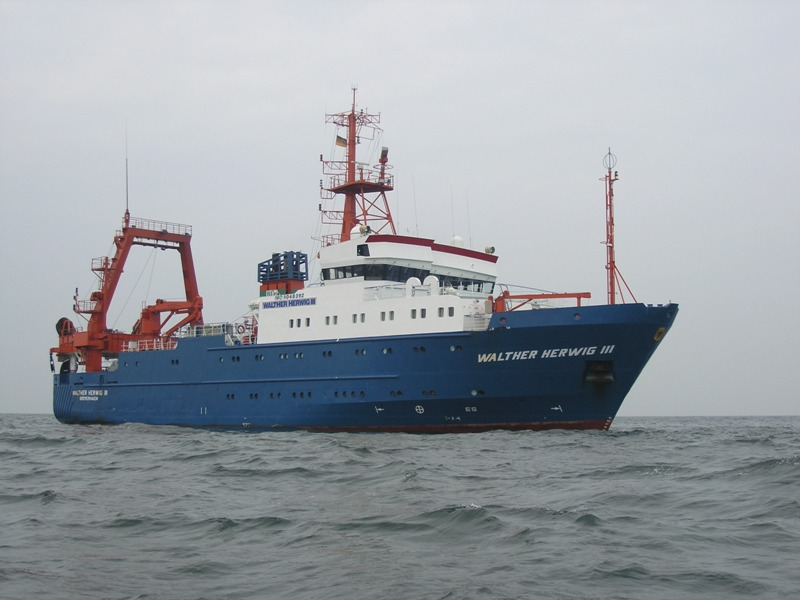
Le Walther Herwig III en 2006
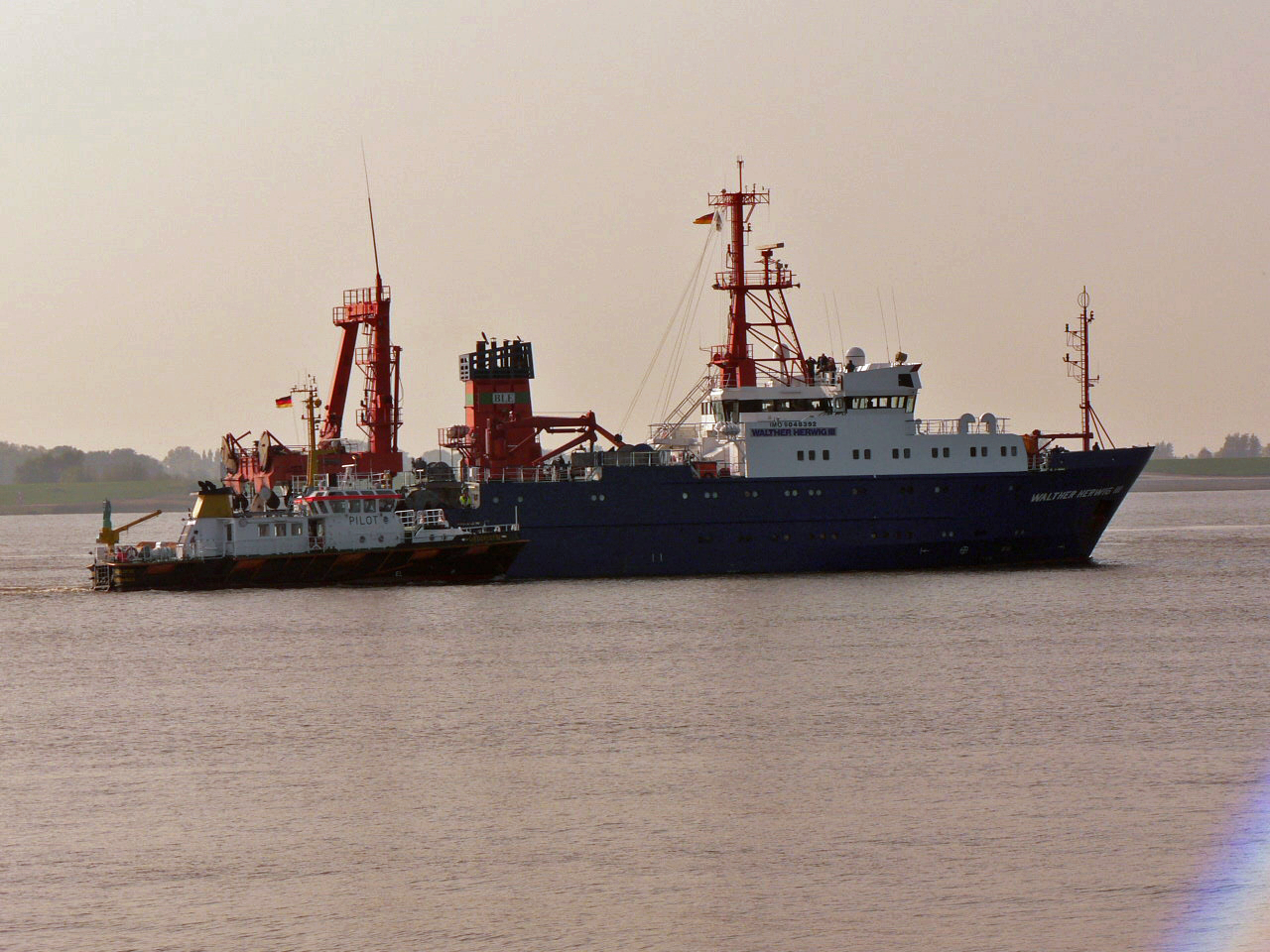
Walther Herwig III en 2007
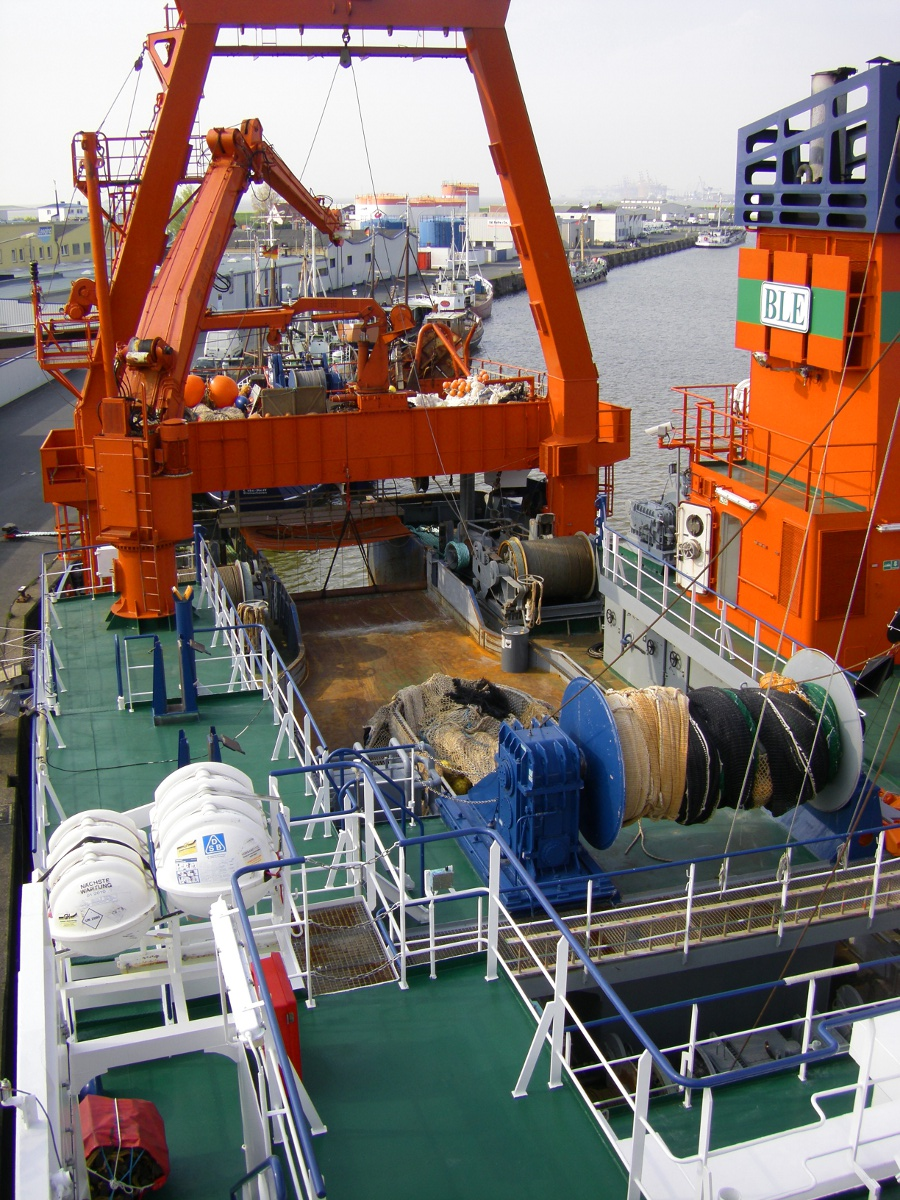
Pont du Walther Herwig III

### Note et référence
1. ↑  Thünen Institut

- (de) Cet article est partiellement ou en totalité issu de l’article de Wikipédia en allemand intitulé « Walther Herwig III (Schiff, 1998) » (voir la liste des auteurs).